# 아이돌 쇼핑
《아이돌 쇼핑》은 황미리의 순정 만화로, 2008년 12월 18일부터 연재되고 있다. 현재 8권까지 연재되어 있다.

## 줄거리
주인공인 ‘왕따 해결사 S’ 강송이는 평범한 여고생으로써, 자신의 쌍둥이 오빠인 아울을 대신해서 남장을 하고 명문 청하고에 들어간다. 그런데 그 곳에서 자칭 ‘왕따 해결사 S’의 남친이라는 유명한 카사노바 서가윤을 만나게 된다.